# 15e étape du Tour d'Espagne 2019
Pour un article plus général, voir Tour d'Espagne 2019.
La 15e étape du Tour d'Espagne 2019 se déroule le dimanche 8 septembre 2019, sous la forme d'une étape de montagne, entre Tineo et Santuario de la Virgen del Acebo, sur une distance de 159 km.

## Résultats

### Classement de l'étape
| \| Classement de l'étape \| Classement de l'étape \| Classement de l'étape \| Classement de l'étape \| Classement de l'étape \| \| Coureur \| Coureur \| Pays \| Équipe \| Temps \| \| --------------------- \| ---------------------------- \| --------------------- \| ----------------------------- \| --------------------- \| \| 1er \| Sepp Kuss \| États-Unis \| Team Jumbo-Visma \| 4 h 19 min 04 s \| \| 2e \| Ruben Guerreiro \| Portugal \| Katusha-Alpecin \| + 39 s \| \| 3e \| Tao Geoghegan Hart \| Royaume-Uni \| Team Ineos \| + 40 s \| \| 4e \| Óscar Rodríguez Garaicoechea \| Espagne \| Euskadi Basque Country-Murias \| + 53 s \| \| 5e \| Mark Padun \| Ukraine \| Bahrain-Merida \| + 1 min 49 s \| \| 6e \| Ben O'Connor \| Australie \| Dimension Data \| + 2 min 05 s \| \| 7e \| Lawson Craddock \| États-Unis \| EF Education First \| + 2 min 11 s \| \| 8e \| Primož Roglič \| Slovénie \| Team Jumbo-Visma \| + 2 min 14 s \| \| 9e \| Alejandro Valverde \| Espagne \| Movistar Team \| + 2 min 14 s \| \| 10e \| Sander Armée \| Belgique \| Lotto-Soudal \| + 2 min 48 s \| |                              |             |                               |                 |
| |                              |             |                               |                 |
| Source : ProCyclingStats |                              |             |                               |                 |
| Classement de l'étape |                              |             |                               |                 |
| Coureur | Coureur                      | Pays        | Équipe                        | Temps           |
| 1er | Sepp Kuss                    | États-Unis  | Team Jumbo-Visma              | 4 h 19 min 04 s |
| 2e | Ruben Guerreiro              | Portugal    | Katusha-Alpecin               | + 39 s          |
| 3e | Tao Geoghegan Hart           | Royaume-Uni | Team Ineos                    | + 40 s          |
| 4e | Óscar Rodríguez Garaicoechea | Espagne     | Euskadi Basque Country-Murias | + 53 s          |
| 5e | Mark Padun                   | Ukraine     | Bahrain-Merida                | + 1 min 49 s    |
| 6e | Ben O'Connor                 | Australie   | Dimension Data                | + 2 min 05 s    |
| 7e | Lawson Craddock              | États-Unis  | EF Education First            | + 2 min 11 s    |
| 8e | Primož Roglič                | Slovénie    | Team Jumbo-Visma              | + 2 min 14 s    |
| 9e | Alejandro Valverde           | Espagne     | Movistar Team                 | + 2 min 14 s    |
| 10e | Sander Armée                 | Belgique    | Lotto-Soudal                  | + 2 min 48 s    |

## Classements à l'issue de l'étape

### Classement général
| \| Classement général \| Classement général \| Classement général \| Classement général \| Classement général \| \| Coureur \| Coureur \| Pays \| Équipe \| Temps \| \| ------------------ \| ------------------- \| ------------------ \| -------------------------- \| ------------------ \| \| 1er \| Primož Roglič \| Slovénie \| Team Jumbo-Visma \| 58 h 10 min 32 s \| \| 2e \| Alejandro Valverde \| Espagne \| Movistar Team \| + 2 min 25 s \| \| 3e \| Tadej Pogačar \| Slovénie \| UAE Team Emirates \| + 3 min 42 s \| \| 4e \| Miguel Ángel López \| Colombie \| Astana \| + 3 min 59 s \| \| 5e \| Nairo Quintana \| Colombie \| Movistar Team \| + 5 min 09 s \| \| 6e \| Rafał Majka \| Pologne \| Bora-Hansgrohe \| + 7 min 14 s \| \| 7e \| Nicolas Edet \| France \| Cofidis, Solutions Crédits \| + 9 min 08 s \| \| 8e \| Wilco Kelderman \| Pays-Bas \| Team Sunweb \| + 9 min 15 s \| \| 9e \| Carl Fredrik Hagen \| Norvège \| Lotto-Soudal \| + 9 min 44 s \| \| 10e \| Hermann Pernsteiner \| Autriche \| Bahrain-Merida \| + 11 min 39 s \| |                     |          |                            |                  |
| |                     |          |                            |                  |
| Source : ProCyclingStats |                     |          |                            |                  |
| Classement général |                     |          |                            |                  |
| Coureur | Coureur             | Pays     | Équipe                     | Temps            |
| 1er | Primož Roglič       | Slovénie | Team Jumbo-Visma           | 58 h 10 min 32 s |
| 2e | Alejandro Valverde  | Espagne  | Movistar Team              | + 2 min 25 s     |
| 3e | Tadej Pogačar       | Slovénie | UAE Team Emirates          | + 3 min 42 s     |
| 4e | Miguel Ángel López  | Colombie | Astana                     | + 3 min 59 s     |
| 5e | Nairo Quintana      | Colombie | Movistar Team              | + 5 min 09 s     |
| 6e | Rafał Majka         | Pologne  | Bora-Hansgrohe             | + 7 min 14 s     |
| 7e | Nicolas Edet        | France   | Cofidis, Solutions Crédits | + 9 min 08 s     |
| 8e | Wilco Kelderman     | Pays-Bas | Team Sunweb                | + 9 min 15 s     |
| 9e | Carl Fredrik Hagen  | Norvège  | Lotto-Soudal               | + 9 min 44 s     |
| 10e | Hermann Pernsteiner | Autriche | Bahrain-Merida             | + 11 min 39 s    |

| Classement par points | Classement par points | Classement par points | Classement par points  | Classement par points |
| Coureur               | Coureur               | Pays                  | Équipe                 | Points                |
| --------------------- | --------------------- | --------------------- | ---------------------- | --------------------- |
| 1er                   | Primož Roglič         | Slovénie              | Team Jumbo-Visma       | 117 pts               |
| 2e                    | Tadej Pogačar         | Slovénie              | UAE Team Emirates      | 90 pts                |
| 3e                    | Alejandro Valverde    | Espagne               | Movistar Team          | 82 pts                |
| 4e                    | Nairo Quintana        | Colombie              | Movistar Team          | 82 pts                |
| 5e                    | Sam Bennett           | Irlande               | Bora-Hansgrohe         | 70 pts                |
| 6e                    | Miguel Ángel López    | Colombie              | Astana                 | 56 pts                |
| 7e                    | Alex Aranburu         | Espagne               | Caja Rural-Seguros RGA | 52 pts                |
| 8e                    | Marc Soler            | Espagne               | Movistar Team          | 45 pts                |
| 9e                    | Tosh Van der Sande    | Belgique              | Lotto-Soudal           | 44 pts                |
| 10e                   | Ruben Guerreiro       | Portugal              | Katusha-Alpecin        | 43 pts                |

| Classement par points | Classement par points | Classement par points | Classement par points  | Classement par points |
| Coureur               | Coureur               | Pays                  | Équipe                 | Points                |
| --------------------- | --------------------- | --------------------- | ---------------------- | --------------------- |
| 1er                   | Primož Roglič         | Slovénie              | Team Jumbo-Visma       | 117 pts               |
| 2e                    | Tadej Pogačar         | Slovénie              | UAE Team Emirates      | 90 pts                |
| 3e                    | Alejandro Valverde    | Espagne               | Movistar Team          | 82 pts                |
| 4e                    | Nairo Quintana        | Colombie              | Movistar Team          | 82 pts                |
| 5e                    | Sam Bennett           | Irlande               | Bora-Hansgrohe         | 70 pts                |
| 6e                    | Miguel Ángel López    | Colombie              | Astana                 | 56 pts                |
| 7e                    | Alex Aranburu         | Espagne               | Caja Rural-Seguros RGA | 52 pts                |
| 8e                    | Marc Soler            | Espagne               | Movistar Team          | 45 pts                |
| 9e                    | Tosh Van der Sande    | Belgique              | Lotto-Soudal           | 44 pts                |
| 10e                   | Ruben Guerreiro       | Portugal              | Katusha-Alpecin        | 43 pts                |

| Classement de la montagne | Classement de la montagne | Classement de la montagne | Classement de la montagne     | Classement de la montagne |
| Coureur                   | Coureur                   | Pays                      | Équipe                        | Points                    |
| ------------------------- | ------------------------- | ------------------------- | ----------------------------- | ------------------------- |
| 1er                       | Ángel Madrazo             | Espagne                   | Burgos-BH                     | 32 pts                    |
| 2e                        | Geoffrey Bouchard         | France                    | AG2R La Mondiale              | 30 pts                    |
| 3e                        | Tadej Pogačar             | Slovénie                  | UAE Team Emirates             | 25 pts                    |
| 4e                        | Alejandro Valverde        | Espagne                   | Movistar Team                 | 22 pts                    |
| 5e                        | Sergio Henao              | Colombie                  | UAE Team Emirates             | 21 pts                    |
| 6e                        | Sergio Samitier           | Espagne                   | Euskadi Basque Country-Murias | 20 pts                    |
| 7e                        | Primož Roglič             | Slovénie                  | Team Jumbo-Visma              | 20 pts                    |
| 8e                        | Marc Soler                | Espagne                   | Movistar Team                 | 17 pts                    |
| 9e                        | Wout Poels                | Pays-Bas                  | Team Ineos                    | 17 pts                    |
| 10e                       | Jesús Herrada             | Espagne                   | Cofidis, Solutions Crédits    | 17 pts                    |

| Classement de la montagne | Classement de la montagne | Classement de la montagne | Classement de la montagne     | Classement de la montagne |
| Coureur                   | Coureur                   | Pays                      | Équipe                        | Points                    |
| ------------------------- | ------------------------- | ------------------------- | ----------------------------- | ------------------------- |
| 1er                       | Ángel Madrazo             | Espagne                   | Burgos-BH                     | 32 pts                    |
| 2e                        | Geoffrey Bouchard         | France                    | AG2R La Mondiale              | 30 pts                    |
| 3e                        | Tadej Pogačar             | Slovénie                  | UAE Team Emirates             | 25 pts                    |
| 4e                        | Alejandro Valverde        | Espagne                   | Movistar Team                 | 22 pts                    |
| 5e                        | Sergio Henao              | Colombie                  | UAE Team Emirates             | 21 pts                    |
| 6e                        | Sergio Samitier           | Espagne                   | Euskadi Basque Country-Murias | 20 pts                    |
| 7e                        | Primož Roglič             | Slovénie                  | Team Jumbo-Visma              | 20 pts                    |
| 8e                        | Marc Soler                | Espagne                   | Movistar Team                 | 17 pts                    |
| 9e                        | Wout Poels                | Pays-Bas                  | Team Ineos                    | 17 pts                    |
| 10e                       | Jesús Herrada             | Espagne                   | Cofidis, Solutions Crédits    | 17 pts                    |

| Classement du meilleur jeune | Classement du meilleur jeune | Classement du meilleur jeune | Classement du meilleur jeune  | Classement du meilleur jeune |
| Coureur                      | Coureur                      | Pays                         | Équipe                        | Temps                        |
| ---------------------------- | ---------------------------- | ---------------------------- | ----------------------------- | ---------------------------- |
| 1er                          | Tadej Pogačar                | Slovénie                     | UAE Team Emirates             | 58 h 14 min 14 s             |
| 2e                           | Miguel Ángel López           | Colombie                     | Astana                        | + 17 s                       |
| 3e                           | Sergio Higuita               | Colombie                     | EF Education First            | + 9 min 46 s                 |
| 4e                           | Ruben Guerreiro              | Portugal                     | Katusha-Alpecin               | + 12 min 50 s                |
| 5e                           | James Knox                   | Royaume-Uni                  | Deceuninck-Quick Step         | + 15 min 00 s                |
| 6e                           | Kilian Frankiny              | Suisse                       | Groupama-FDJ                  | + 18 min 55 s                |
| 7e                           | Sepp Kuss                    | États-Unis                   | Team Jumbo-Visma              | + 35 min 02 s                |
| 8e                           | Ben O'Connor                 | Australie                    | Dimension Data                | + 35 min 59 s                |
| 9e                           | Óscar Rodríguez Garaicoechea | Espagne                      | Euskadi Basque Country-Murias | + 36 min 43 s                |
| 10e                          | Amanuel Ghebreigzabhier      | Érythrée                     | Dimension Data                | + 37 min 58 s                |

| Classement du meilleur jeune | Classement du meilleur jeune | Classement du meilleur jeune | Classement du meilleur jeune  | Classement du meilleur jeune |
| Coureur                      | Coureur                      | Pays                         | Équipe                        | Temps                        |
| ---------------------------- | ---------------------------- | ---------------------------- | ----------------------------- | ---------------------------- |
| 1er                          | Tadej Pogačar                | Slovénie                     | UAE Team Emirates             | 58 h 14 min 14 s             |
| 2e                           | Miguel Ángel López           | Colombie                     | Astana                        | + 17 s                       |
| 3e                           | Sergio Higuita               | Colombie                     | EF Education First            | + 9 min 46 s                 |
| 4e                           | Ruben Guerreiro              | Portugal                     | Katusha-Alpecin               | + 12 min 50 s                |
| 5e                           | James Knox                   | Royaume-Uni                  | Deceuninck-Quick Step         | + 15 min 00 s                |
| 6e                           | Kilian Frankiny              | Suisse                       | Groupama-FDJ                  | + 18 min 55 s                |
| 7e                           | Sepp Kuss                    | États-Unis                   | Team Jumbo-Visma              | + 35 min 02 s                |
| 8e                           | Ben O'Connor                 | Australie                    | Dimension Data                | + 35 min 59 s                |
| 9e                           | Óscar Rodríguez Garaicoechea | Espagne                      | Euskadi Basque Country-Murias | + 36 min 43 s                |
| 10e                          | Amanuel Ghebreigzabhier      | Érythrée                     | Dimension Data                | + 37 min 58 s                |

| Classement par équipes | Classement par équipes        | Classement par équipes | Classement par équipes |
| Équipe                 | Équipe                        | Pays                   | Temps                  |
| ---------------------- | ----------------------------- | ---------------------- | ---------------------- |
| 1re                    | Movistar Team                 | Espagne                | 173 h 42 min 40 s      |
| 2e                     | Astana                        | Kazakhstan             | + 28 min 50 s          |
| 3e                     | Team Jumbo-Visma              | Pays-Bas               | + 45 min 31 s          |
| 4e                     | Mitchelton-Scott              | Australie              | + 1 h 31 min 43 s      |
| 5e                     | AG2R La Mondiale              | France                 | + 1 h 43 min 00 s      |
| 6e                     | Bahrain-Merida                | Bahreïn                | + 2 h 04 min 32 s      |
| 7e                     | Trek-Segafredo                | États-Unis             | + 2 h 09 min 48 s      |
| 8e                     | Euskadi Basque Country-Murias | Espagne                | + 2 h 12 min 46 s      |
| 9e                     | Dimension Data                | Afrique du Sud         | + 2 h 16 min 16 s      |
| 10e                    | Team Sunweb                   | Allemagne              | + 2 h 17 min 59 s      |

| Classement par équipes | Classement par équipes        | Classement par équipes | Classement par équipes |
| Équipe                 | Équipe                        | Pays                   | Temps                  |
| ---------------------- | ----------------------------- | ---------------------- | ---------------------- |
| 1re                    | Movistar Team                 | Espagne                | 173 h 42 min 40 s      |
| 2e                     | Astana                        | Kazakhstan             | + 28 min 50 s          |
| 3e                     | Team Jumbo-Visma              | Pays-Bas               | + 45 min 31 s          |
| 4e                     | Mitchelton-Scott              | Australie              | + 1 h 31 min 43 s      |
| 5e                     | AG2R La Mondiale              | France                 | + 1 h 43 min 00 s      |
| 6e                     | Bahrain-Merida                | Bahreïn                | + 2 h 04 min 32 s      |
| 7e                     | Trek-Segafredo                | États-Unis             | + 2 h 09 min 48 s      |
| 8e                     | Euskadi Basque Country-Murias | Espagne                | + 2 h 12 min 46 s      |
| 9e                     | Dimension Data                | Afrique du Sud         | + 2 h 16 min 16 s      |
| 10e                    | Team Sunweb                   | Allemagne              | + 2 h 17 min 59 s      |